# 4822 Karge
4822 Karge è un asteroide della fascia principale. Scoperto nel 1986, presenta un'orbita caratterizzata da un semiasse maggiore pari a 2,2524079 UA e da un'eccentricità di 0,1860805, inclinata di 4,04833° rispetto all'eclittica.